# Renata Gelardini
Renata Gelardini, née en 1920 à Rome et morte en 2012, est une scénariste de bande dessinée italienne.

## Œuvre

### Albums et publications françaises
- Brik, Aventures et Voyages, collection Mon journal

166. La Princesse maudite, scénario de Scott Goodall, Renata Gelardini et Víctor Mora, dessins de Kurt Caesar, John Stokes et Ruggero Giovannini, 1974
- Le Corsaire noir, scénario de Renata Gelardini, dessins d'Aldo Capitanio, Sagédition, collection Aventure et Mystère, 1978
- La Reine des Caraïbes, scénario de Renata Gelardini, dessins d'Aldo Capitanio, Sagédition, collection Aventure et Mystère, 1979